# لستر هولت
لستر هولت (انگلیسی: Lester Holt؛ زادهٔ ۸ مارس ۱۹۵۹) یک روزنامه‌نگار و مجری برنامه‌های تلویزیونی اهل ایالات متحده آمریکا است.
لستر هولت مجری شناخته‌شده‌ای است. در سال‌های اخیر مجری برنامه‌های «دیت‌لاین» و «تودی ان.بی. سی» بوده، و در حال حاضر مجری اخبار شامگاهی این شبکه به نام «ان‌بی‌سی نایتلی نیوز» است که میلیون‌ها بیننده دارد.
او مجری اولین مناظره هیلاری کلینتون و دونالد ترامپ در مبارزات انتخاباتی ریاست جمهوری آمریکا در ۲۶ سپتامبر ۲۰۱۶ بود که رکورد تماشاگران مناظرات انتخاباتی را شکست و بیش از ۸۰ میلیون آمریکایی و میلیون‌ها نفر از سراسر جهان این مناظره را تماشا کردند. لستر هولت اولین مجری سیاهپوست مناظره نامزدهای انتخابات ریاست جمهوری آمریکا از سال ۱۹۹۲ به این سو است. لستر هولت پیشتر در ماه ژانویه ۲۰۱۶ هم مجری مناظره دموکرات‌ها بود و با آن که از ورود به هر گونه بحثی خودداری کرد اما نشان داد که پرسش‌های سختی مطرح می‌کند. پیشتر دونالد ترامپ نامزد جمهوریخواهان در انتخابات آمریکا لستر هولت را به طرفداری از حزب دمکرات متهم کرده بود، اما آنطور که تحقیقات روزنامه‌نگاران آمریکایی نشان می‌دهد، هولت در حزب جمهوریخواه ثبت نام کرده است.
اجداد او از جامائیکا به ایالات متحده مهاجرت کرده‌اند. او برخلاف رویه بخش اعظم روزنامه‌نگاران آمریکایی فعالیت چندانی در توئیتر ندارد.
هولت دو درجه دکتری افتخاری دارد، اما لیسانس ندارد. او تحصیل در دانشگاه ایالتی کالیفرنیا را پس از دو سال ترک کرد تا کار در یک ایستگاه رادیو را در سانفرانسیسکو آغاز کند.
وی از سال ۱۹۸۱ میلادی تاکنون مشغول فعالیت بوده‌است.